# شارل دو بروس
شارل دو بروس (انگلیسی: Charles de Brosses; ۷ فوریهٔ ۱۷۰۹ – ۷ مهٔ ۱۷۷۷) زبان‌شناس، مترجم، فیلسوف، نویسنده، و تاریخ‌نگار سده هژدهمی اهل فرانسه بود.
وی از سال ۱۷۴۱ رئیس پارلمان زادگاهش دیژون، عضو فرهنگستان سنگ‌نبشته‌ها و ادبیات دیژون از ۱۷۴۶ و عضو فرهنگستان علوم، هنر و ادبیات دیژون از سال ۱۷۶۱ بود. او دوست صمیمی ژرژ لوئی لوکلرک دو بوفون، طبیعت‌گرایی که «تاریه طبیعی» را نوشت و دشمن شخصی ولتر، فیلسوف معروف بود. ولتر در سال ۱۷۷۰ ورود شارل دو بروس به آکادمی فرانسه  را ممنوع کرد. 
از آنجا که دوبروس مخالف قدرت مطلق پادشاه بود، دو بار در سال‌های ۱۷۴۴ و ۱۷۷۱ تبعید شد. وی مقالات دانشمندانه متعددی در موضوعات تاریخ باستان، فلسفه و زبان‌شناسی نوشت، که برخی از آنها توسط دنیس دیدرو و دالمبرت در دائرةالمعارف (۱۷۵۱–۱۷۶۵) استفاده شد.